# Kwartdecyma
Kwartdecyma – interwał złożony zawarty między czternastoma kolejnymi stopniami skali muzycznej. W szeregu zasadniczym naturalnie występuje kwartdecyma mała i wielka. Zastosowanie znaków chromatycznych pozwala zmienić jej rozmiar.

## Rodzaje
| Nazwa                                                    | Opis | Przykład           |
| -------------------------------------------------------- | --- | ------------------ |
| Kwartdecyma mała Posłuchaj: melodycznieⓘ harmonicznieⓘ   | Kwartdecyma o rozmiarze dwudziestu dwóch półtonów. Występuje naturalnie w szeregu zasadniczym (D-c¹, E-d¹, G-f¹, A-g¹, H-a¹). Jest dysonansem. W przewrocie otrzymuje się sekundę wielką. Oznaczenie: 14. | Kwartdecyma mała   |
| kwartdecyma wielka Posłuchaj: melodycznieⓘ harmonicznieⓘ | Kwartdecyma o rozmiarze dwudziestu trzech półtonów. Występuje naturalnie w szeregu zasadniczym (c-h¹, f-e²). Jest dysonansem. W przewrocie otrzymuje się sekundę małą. Oznaczenie: 14<.                   | Kwartdecyma wielka |

### Interwały pokrewne
| 1 [E] 14>>>>  |
| ------------- |
| 2 18 półtonów |
| 3 2<<<<       |
| 4 [D] ?       |
| 5 Cisis-heses |

| 1 [E] 14>>>   |
| ------------- |
| 2 19 półtonów |
| 3 2<<<        |
| 4 12          |
| 5 Cisis-b     |

| 1 [E] 14>>    |
| ------------- |
| 2 20 półtonów |
| 3 2<<         |
| 4 13>         |
| 5 Cisis-h     |

| 1 [E] 14>     |
| ------------- |
| 2 21 półtonów |
| 3 2<          |
| 4 13          |
| 5 Cis-h       |

| 1 [E] 14<<   |
| ------------ |
| 2 24 półtony |
| 3 2>>        |
| 4 15         |
| 5 Ces-h      |

| 1 [E] 14<<<   |
| ------------- |
| 2 25 półtonów |
| 3 2>>>        |
| 4 [F] 8+8+2>  |
| 5 Ceses-h     |

| 1 [E] 14<<<<  |
| ------------- |
| 2 26 półtonów |
| 3 2>>>>       |
| 4 [F] 8+8+2   |
| 5 Ceses-his   |

| 1 [E] 14<<<<< |
| ------------- |
| 2 27 półtonów |
| 3 2>>>>>      |
| 4 [F] 8+8+3>  |
| 5 Ceses-hisis |

Objaśnienia do tabeli:

[1] – oznaczenie interwału

[2] – rozmiar interwału podany w półtonach

[3] – przewrót interwału

[4] – najprostszy interwał o takim samym brzmieniu

[5] – przykład

[D] – interwał, który należy określić jako oktawa i tryton

[E] – kwartdecymę małą i wielką oznacza się podobnie jak septymę, czyli odpowiednie: 14 oraz 14<

[F] – interwały większe od kwintdecymy nazywa się według koncepcji: dwie/trzy/... oktawy i...